# Intermission (Dio-album)
Az Intermission az amerikai Dio heavy metal zenekar első koncertlemeze.

## Története
A Sacred Heart album turnéja után Vivian Campbell elhagyja a zenekart. Ennek oka
az volt, hogy nem tetszett neki a zenei vonal, amelyen az együttes elindult. Őt Craig Goldy váltotta, akinek szerették volna növelni a szerepét az albumon. Ezért újravették a ritmusgitárt, és felkerült a Time to Burn című dal is, ami az új zenei irányt volt hivatott képviselni.

## Fogadtatás
Bár zenekar több rádióműsorban is megjelent az album kapcsán, a rajongók mégis csalódottak voltak. Ők ugyanis egy duplalemezt vártak, és azt is kifogásolták, hogy a távozó Campbell szerepét minimalizálták a lemezen (csak az élő felvételek szólóját játszotta ő). Maga Ronnie James Dio is egy duplalemezt tervezett, ám ezt az ötletét a kiadó elvetette. Dio csalódottságában nevezte el az albumot Intermission-nek (felvonásköz, szünet).

## Az album dalai
| #  | Cím                                                                       | Szerző(k)                         | Hossz |
| -- | ------------------------------------------------------------------------- | --------------------------------- | ----- |
| 1. | King of Rock and Roll                                                     | Appice, Bain, Campbell, Dio       | 3:24  |
| 2. | Rainbow in the Dark                                                       | Appice, Bain, Campbell, Dio       | 6:10  |
| 3. | Sacred Heart                                                              | Appice, Bain, Campbell, Dio       | 6:10  |
| 4. | Time to Burn                                                              | Appice, Bain, Dio, Goldy, Schnell | 4:32  |
| 5. | Rock 'n' Roll Children/Long Live Rock 'n' Roll/Man on the Silver Mountain | Dio/Dio, Blackmore/Dio, Blackmore | 9:38  |
| 6. | We Rock                                                                   | Dio                               | 4:34  |

## Helyezések
| Album \| Ország \| Helyezés \| \| ------- \| -------- \| \| Amerika \| 70 \| \| Anglia \| 22 \| |          |
| Ország                                                                                          | Helyezés |
| Amerika                                                                                         | 70       |
| Anglia                                                                                          | 22       |

## Közreműködők
- Ronnie James Dio – ének
- Vivian Campbell – gitárszólók
- Craig Goldy – gitár a Time to Burn című dalon és újravett ritmusgitár az élő felvételeken
- Jimmy Bain – basszusgitár
- Claude Schnell – billentyűk
- Vinny Appice – dob